# Dioctria hohlbecki
Dioctria hohlbecki là một loài ruồi trong họ Asilidae. Dioctria hohlbecki được Lehr miêu tả năm 1965. Loài này phân bố ở vùng Cổ Bắc giới.